# جاستن راسموسن
جاستن راسموسن (بالإنجليزية: Justin Rasmussen)‏ هو لاعب كرة قدم أمريكي في مركز الدفاع، ولد في 15 ديسمبر 1998 في لاس فيغاس في الولايات المتحدة.

## وصلات خارجية
- جاستن راسموسن على موقع الدوري الأمريكي (الإنجليزية)
- جاستن راسموسن على موقع قاعدة بيانات كرة القدم.إي يو (الإنجليزية)